# Portrait de Lorenzo di Ser Piero Lorenzi
Le Portrait de Lorenzo di Ser Piero Lorenzi est une œuvre de Sandro Botticelli réalisée en 1490-1495. Il s'agit d'une peinture  a tempera sur panneau (50 × 36,5 cm).

## Provenance et conservation
Ce tableau provient de la collection de John G. Johnson (en), après avoir appartenu au début du XXe siècle à Michel Lazzaroni, qui a contribué à l'authentifier. Il est conservé au Philadelphia Museum of Art.

## Histoire
Le portrait représente Lorenzo Lorenzi (1459/60-1502), surnommé « Lorenzano », érudit et philosophe qui enseignait la médecine à l'université de Pise et à Florence,. Lorenzano remit à l'honneur les travaux des médecins de la Grèce antique. Cet éminent humaniste de la Renaissance est cité par Petrus Crinitus dans son De honesta disciplina pour ses doctes conversations au couvent San Marco avec Savonarole et Pic de la Mirandole. Selon Léon Dorez (de), il se peut que Lorenzano ait fait la connaissance de Botticelli dans l'entourage de Savonarole après l'expulsion des Médicis hors de Florence. De fait, à partir de l'été 1495, Lorenzano travailla avec Savonarole, Ficin et Janus Lascaris à la réorganisation de la bibliothèque de San Marco. 
Lorenzano se suicida en juin 1502 : il se jeta au fond d'un puits parce qu'il se trouvait dans l'incapacité de payer le prix d'une maison à Florence.